# Strana demokratické levice
Strana demokratické levice (SDL) byla česká levicová politická strana. Oficiálně byla registrována dne 9. dubna 1990 jako politické hnutí Demokratická levice ČSFR (DL). Ve volební kampani v roce 1992 toto hnutí vytvořilo s Komunistickou stranou Čech a Moravy (KSČM) volební koalici Levý blok. Po prostějovském sjezdu (1993) se od KSČM postupně oddělily menší skupiny, které nebyly spokojeny s jeho výsledky. Část z nich vstoupila do hnutí demokratické levice a přetvořila je na politickou stranu Stranu demokratické levice.
Vznikem subjektů jako Strana demokratické levice a strana Levý blok a jejich konkurenčním postojem vůči KSČM postupně skončila také koalice Levý blok. Dne 9. října 1993 v Brně se prvního celostátního shromáždění SDL zúčastnilo 140 delegátů, kteří zastupovali 452 odboček. Strana fungovala do 21. června 1997, kdy byla na sjezdu dobrovolně rozpuštěna a její členové vstoupili do Levého bloku, který byl přejmenován na Levý blok – Stranu demokratické levice.
Jediným předsedou strany byl v letech 1993–1997 Josef Mečl.